# Zhang Jue

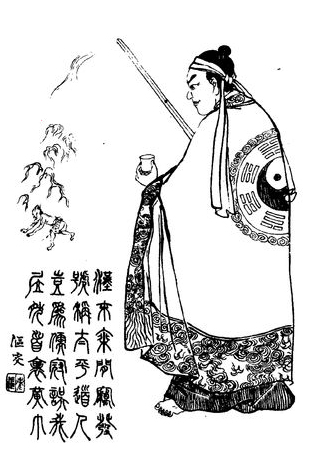
Retrato de la Dinastía Qing de Zhang Jue, en una edición de 1906.

Zhang Jue (140 d. C.-184 d. C.) fue un curandero chino y líder de la Rebelión de los Turbantes Amarillos que se desató en China en el año 184 d. C.
En chino, su nombre se escribe 張角.
No se sabe con exactitud cuándo nació, pero es probable que fuese en el 140 d. C. ya que murió a la edad de 44 años durante la rebelión.
Su nombre es a veces pronunciado como Zhang Jiao. Esto se debe a que en chino simplificado se escribe 张角, pronunciado como Jiao. Aun así, es más correcto llamarlo Zhang Jue.
Se cree que era seguidor del taoísmo y hechicero. En la ilustración a la derecha aparece con su aspecto tradicional, se puede apreciar un símbolo taoísta en su capa y cómo está haciendo algún tipo de pócima, de la que emergen seres mitológicos.

## Rebelión de los Turbantes Amarillos
La Rebelión de los Turbantes Amarillos fue una revuelta campesina que estalló en el año 184, en tiempos del emperador Ling durante la dinastía Han Oriental. Debe su nombre a los pañuelos de color amarillo que los rebeldes llevaban en la cabeza. Eran una secta taoísta que inició Zhang Jue junto con sus dos hermanos menores, Zhang Bao y Zhang Liang. Cada uno de ellos tuvo un rol distinto en la rebelión: Zhang Jue, por su parte, se nombró a sí mismo «gran maestro», y nombró a sus hermanos generales, a Zhang Liang general del pueblo y a Zhang Bao, general de la tierra, que siguieron lo empezado por Zhang Jue tras su muerte.
La rebelión ha tenido varios nombres, inicialmente, la rebelión no se llamó como actualmente es conocida, este es nombre que le dieron los chinos que no formaban parte de ella. Los rebeldes llamaron a la rebelión de varias maneras, Camino a la Paz y Camino al Cielo.
El lema principal de la rebelión lo dijo Zhang Jue:
«El firmamento ha perecido, el Cielo Amarillo se alzará pronto; ¡que en este año de Jiazi haya prosperidad en el mundo!».
La rebelión se debió a la tiranía de la Dinastía Han Oriental, que era corrupta y exigía grandes impuestos, lo que provocó hambrunas y malestar en el pueblo chino. Todo esto originó rumores de que la Dinastía Han había perdido el mandato del cielo, así que no debía seguir gobernando China. Zhang Jue fue la cabeza visible de la rebelión, pero fue incentivado a crearla por muchos campesinos para derrocar a la dinastía.
En el comienzo de la rebelión, conquistaron muchos territorios de China, pero no pudieron hacer frente a los mejores generales de la Dinastía Han, tales como Liu Bei (futuro creador del Reino de Shu), Sun Jian (padre de Sun Quan, quien creó el Reino de Wu) y Dong Zhuo (señor de la guerra y persona imprescindible para la dinastía). Finalmente, los ejércitos de Han consiguieron una gran victoria frente a la rebelión. Tras esto, muchos de los supervivientes se unieron a la causa de Cao Cao, cuya política era muy parecida a la de Zhang Jue.

## Relación con los Tres Reinos

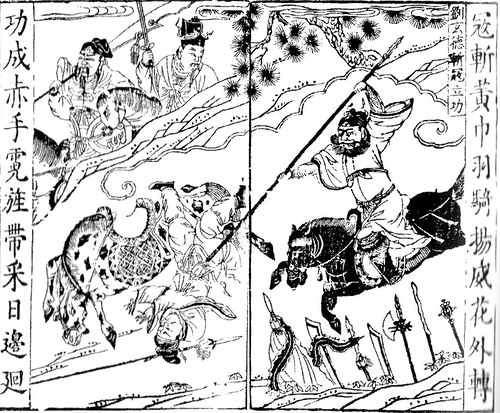
Los Tres Hermanos durante la Rebelión de los Turbantes Amarillos, ilustración de una edición de la dinastía Ming, 1591.

Aunque Zhang Jue no participó en el Periodo de los Tres Reinos, su rebelión inspiró a Cao Cao, que derrotó a la Dinastía Han y fundó el Reino de Wei. Además, su rebelión tuvo relación con Sun Quan y Liu Bei, personajes importante de los Tres Reinos, del bando contrario a Cao Cao. Así que se puede considerar que, de cierto modo, Zhang Jue "provocó los Tres Reinos" sin pretenderlo. Básicamente, los que lucharon contra su rebelión, lucharon después contra Cao Cao, pero esta vez, defendiendo sus propios reinos y no a la Dinastía Han (a excepción de Liu Bei, que a pesar de que defendiera su reino, en el fondo pretendían reinstaurar la dinastía Han tras su victoria).
En la ilustración a la derecha se puede ver a los Tres Hermanos (Liu Bei, Guan Yu y Zhang Fei) luchando contra los rebeldes. Estos mismos generales volvieron a luchar en los Tres Reinos.

## Literatura
Luo Guanzhong, en su famosa novela Romance de los Tres Reinos, (inspirada en una novela de la época de los Tres Reinos, Registros de los Tres Reinos, de Chen Shou), narra de forma legendaria los hechos históricos de los Tres Reinos, e incluye a Zhang Jue y a la Rebelión de los Turbantes Amarillos. De hecho, lo incluye en el primer capítulo, comparándolo con el comienzo de los Tres Reinos, al que siguen más relatos antes de empezar con la historia del conflicto, entre ellos, el ascenso y la caída de Dong Zhuo.
Luo Guanzhong lo nombra como Zhang Jiao en su novela, y relata que se trataba de un hechicero enmascarado tras una falsa fachada de curandero. Claro está que no todo debe ser considerado como cierto en la novela, puesto que abusa del elemento fantástico.
Lo más seguro es que al principio, Zhang Jue solo fuese eso, un curandero más de los muchos que por entonces se encontraban en China. Sin embargo, poco a poco se fue haciendo famoso y terminó por ser la cabeza visible de toda una rebelión ya que extendió su mensaje y su forma de pensar gracias a que su profesión le hacía viajar de pueblo en pueblo. A los que sanaba, le exponía su visión. Con el paso del tiempo fue ganando adeptos hasta alcanzar el grueso suficiente de seguidores como para poder derrotar al emperador. 
Luo Guanzhong, por su parte, lo utiliza como un elemento narrativo más. Aprovecha su oficio para llevarlo a otro sentido más profundo y misterioso a modo de un aliciente para mantener la atención del lector. Sin más, transforma a un humilde curandero en un “hechicero portador de demonios que casi consigue derrotar una dinastía abandonada por el cielo”. Sin duda una mejora significativa para el principio de los Tres Reinos.

## Actualidad
En la actualidad, Zhang Jue es representado en el juego Dynasty Warriors de Koei y en Destino de un emperador, de Nintendo. En estos juegos es llamado Zhang Jiao.